# بدر الشهرانی
بدر الشهرانی (عربی: بدر الشهراني؛ زادهٔ ۱۴ نوامبر ۱۹۸۹) یک ورزشکار اهل عربستان سعودی است.